# صلاح الدين أرقه دان
صلاح الدين أرقه دان أستاذ وكاتب لبناني، ولد في صيدا عام 1952م، وتلقى تعليمه الابتدائي بمدرسة المقاصد، والمتوسط والثانوي بثانوية صيدا الرسمية للبنين، والتحق بعد حصوله على الثانوية بكليتين في وقت واحد هما التربية (فرع اللغة العربية وآدابها) بالجامعة اللبنانية، وكلية الشريعة بدمشق. حصل على الماجستير من كلية التربية برسالة عن «عبقريات العقاد»، والدكتوراه من جامعة غلاسكو بالمملكة المتحدة برسالة عن مخطوط تفسير «فتح المنان بتفسير القرآن» للحسن بن أحمد عاكش. عَلّمَ في المدارس الخاصة والحكومية اللبنانية مواد التربية الإسلامية واللغة العربية.
أثناء دراسته في بريطانيا كان رئيساً لتحرير مجلة «الغرباء» الشهرية الصادرة عن «اتحاد المنظمات الإسلامية في أوروبا». ثم انتقل إلى الكويت للعمل مديراً لتحرير مجلة الوعي الإسلامي الصادرة عن وزارة الأوقاف والشؤون الإسلامية (1991 – 1999م)، ثم عمل رئيساً لقطاع التعليم الأجنبي بمؤسسة الكويت للخدمات التعليمية، ومنها إلى التعليم في «جامعة الخليج للعلوم والتكنولوجيا» مدرساً للدراسات العربية والإسلامية.

## أعماله

### كتب منشورة
- التخلف السياسي في الفكر الإسلامي المعاصر، بيروت، دار النفائس، ط1، 2002م.
- كتاب التربية الإسلامية للمرحلة الثانوية (لبنان) الجزءان الثاني والثالث، بيروت، دار الريان، ط1، 1999م.
- ري الغليل من محاسن التأويل (مختصر محاسن التأويل في تفسير القرآن للقاسمي)، بيروت، دار النفائس، ط1، 1995م.
- مختصر الإتقان في علوم القرآن للسيوطي، بيروت، دار النفائس، ط1، 1985م.

### مذكرات جامعية منشورة
- مذكرة (قراءات في الأدب الكويتي المعاصر)، جامعة الخليج للعلوم والتكنولوجيا (GUST)، الكويت، 2009م.
- مذكرة (قراءات في الأدب العربي)، جامعة الخليج للعلوم والتكنولوجيا، الكويت، 2007م.
- مذكرة (تاريخ الحضارة العربية الإسلامية)، جامعة الخليج للعلوم والتكنولوجيا، الكويت، 2002م.
- مذكرة في علوم القرآن (أعد لدار الهجرة في فرجينيا، الولايات المتحدة الأمريكية، 1420هـ/ 1999م).
- مذكرة (مقدمات في الفكر التربوي الإسلامي) لطلاب قسم (أصول التربية) بجامعة الكويت وكلية التربية الأساسية، 1995م.
- مذكرة في الثقافة الإسلامية، كلية التكنولوجيا، الكويت، 1995م.

## عضويات
- عضو رابطة الأدب الإسلامي العالمية – 1/3/2007م.
- زميل في مركز دراسات الشرق الأوسط، جامعة دارام (المملكة المتحدة) – 22/1/2007م.
- عضو رابطة أدباء الشام - تاريخ 22 جمادى الأولى 1427هـ (18/6/2006م).
- رئيس اللجنة الثقافية في قسم العلوم الإنسانية في جامعة الخليج للعلوم والتكنولوجيا.[1]

## مؤسسات تطوعية أنشأها
- جمعية الإغاثة اللبنانية (LR) (بريطانيا) 2007م.
- جمعية التنمية والنهوض الاجتماعي «أنتج» (لبنان) 2007م.[2]
- رابطة مسلمي لبنان (بريطانيا) 1987م.
- الهيئة الإسلامية للرعاية (لبنان) 1985م.

## المؤتمرات والمحاضرات والدورات التدريبية
بالإضافة إلى مشاركته في مؤتمرات علمية إسلامية دعوية وعلمية أكاديمية، في كندا والولايات المتحدة الأمريكية والبرازيل، ومعظم دول أوروبا الغربية والشرقية، وأندونيسيا، والدول العربية. كاتب مقالات في الحياة اللبنانية، و«الرأي العام» الكويتية، و«المجتمع» الكويتية وغيرها. يحاضر ويدرب في مهارات التربية والتعليم، والتطوير الذاتي، وإدارة المؤسسات التطوعية، والحضارة الإسلامية، والعلوم الشرعية.